# Sindbads gefährliche Abenteuer
Sindbads gefährliche Abenteuer (Originaltitel: The Golden Voyage of Sinbad) ist ein Fantasyfilm aus dem Jahr 1973. Die US-amerikanische Produktion entstand unter der Regie von Gordon Hessler. In den Hauptrollen sind John Phillip Law, Caroline Munro und Tom Baker zu sehen. Die Trickaufnahmen stammen von Ray Harryhausen.

## Handlung
Auf der Fahrt über den Indischen Ozean fällt dem Seefahrer Sindbad und dessen Besatzung ein geheimnisvolles goldenes Schmuckstück in die Hände, das von einer fliegenden Kreatur, einem geflügelten Homunculus, verloren wurde. Während seine Mannschaft das Kleinod als böses Omen ächtet, nimmt Sindbad das Amulett an sich und segelt weiter. In der darauf folgenden Nacht allerdings wird er von einem Albtraum geplagt, in dem ihm eine in Schwarz gehüllte Gestalt, die seinen Namen ruft, und eine geheimnisvolle junge Frau erscheinen, und ein Sturm verschlägt das Schiff an die Küste des Königreiches Marabia. Als Sindbad als Erster an Land schwimmt, begegnet er Prinz Koura, einem Magier der dunklen Künste. Dieser war der eigentliche Empfänger des goldenen Schmuckstücks und will es dem Seefahrer abjagen, wird jedoch von den Wachen des Großwesirs, des Regenten von Marabia, aufgehalten, die Sindbad helfend unterstützen. Koura lässt das Stadttor mit Hilfe eines Zauberspruches zufallen und entkommt damit seinen Verfolgern. Dabei wird aber deutlich, dass wann immer Koura Magie einsetzt, er dadurch Lebensenergie verliert und altert. 
In der Hauptstadt klärt der Regent des Reiches, der Großwesir, dessen Gesicht durch Kouras Zauberei entstellt wurde und das er seitdem unter einer goldenen Maske verbirgt, Sindbad über das goldene Fundstück auf: Es ist eines von drei Teilen, die zusammengesetzt ein Amulett ergeben, welches den Weg zur mystischen Insel Lemuria weist. Auf dieser soll es eine geheime Höhle geben, in welcher der "Brunnen des Schicksals" liegt. Dieser ist eine magische Quelle, welche für die Teile des Amuletts drei überirdische Geschenke freigibt – ewige Jugend, ein unsichtbar machender Schild und eine Krone von unermesslichem Wert –, und für diese Gaben will Koura das Amulett in seinen Besitz bringen. Sindbad und der Großwesir besitzen zwei Bestandteile, und mit deren Hilfe entdecken sie den Weg zum Fundort des dritten Fragmentes, welches sich in einem Tempel der Göttin Kali auf Lemuria befindet.
Das Gespräch wird allerdings von Kouras Kreatur, dem Homunculus, belauscht, und durch dessen Verbindung mit seinem Meister erfährt auch Koura von dem Vorhaben, bevor der Homunculus entdeckt wird und sein Ende findet. Sindbad bricht auf, um das Amulett zu vervollständigen, und auch der Großwesir erklärt sich bereit, bei der Suche mitzumachen. Kurz vor der Abreise wird Sindbad noch von einem örtlichen Händler gebeten, dessen unnützen Sohn Haroun mit sich zu nehmen, um aus ihm einen Mann zu machen. Zuerst lehnt Sindbad ab, doch als er der Sklavin Margiana begegnet und sie aus seiner nächtlichen Traumvision erkennt, geht er schließlich auf das Geschäft ein und nimmt beide mit sich. 
Am nächsten Morgen brechen Sindbad und seine Mannschaft nach Lemuria auf, und Koura selbst verfolgt die beiden mit einem eigenen Schiff. Die sich anschließende Reise ist voller Gefahren, die Koura den Seereisenden bereitet. Nach einem Versuch, ihn in einem Nebel abzuschütteln, erweckt dieser die Galionsfigur von Sindbads Schiff und erbeutet so die Seekarte nach Lemuria. Durch die Erbeutung der Karte gelangt er zwar nicht als erster nach Lemuria, schafft es aber Sindbad und seine Getreuen im Tempel des Orakels von Lemuria einzuschließen und den Tempel der Göttin Kali zu betreten. Die wilden Eingeborenen, die sowohl diese Statue als auch einen "lebenden Gott" in Gestalt eines einäugigen Zentauren, verehren, wollen Koura und seinen Diener opfern, doch Koura erweckt die Statue der Kali mit einem Elixier und gewinnt damit nicht nur die Loyalität der Eingeborenen, sondern kann Kali auch auf Sindbad und seine Freunde hetzen. Als Haroun es gelingt, Kali zu Fall zu bringen, finden sie in den Trümmern das dritte Teil des Amuletts, doch Koura schafft es, ihnen alle drei Teile abzunehmen und als erster in die geheime Höhle mit dem Schicksalsbrunnen zu gelangen.
Mit letzter Kraft gelingt es dem inzwischen uralt gewordenen Koura, ein Stück des Amuletts in den Brunnen zu werfen und dadurch seine Jugend wieder zu erlangen. Gerade als Sindbad Koura stellen will, sehen sich beide Parteien gezwungen, in einen Kampf der Mächte des Guten und des Bösen (in Gestalt des einäugigen Zentauren und eines Greifen) einzugreifen, und dabei erlangt Koura auch die Kraft der Unsichtbarkeit. Durch die ausgleichende Hand des Schicksals jedoch erhält Sindbad die Chance, den Magier zu töten; das dritte Amulett fällt dabei in den Brunnen und gibt die letzte Gabe, die Krone von unermesslichem Wert, frei. Obwohl Sindbad die Möglichkeit hat, sich damit zum König zu machen, entschließt er sich, die Krone an den Großwesir abzugeben, befreit ihn damit von seiner Entstellung und bestätigt ihn als den wahren Herrscher von Marabia. Mit dem geheilten Großwesir, Margiana an seiner Seite und Haroun als neues, vollwertiges Mitglied seiner Mannschaft tritt Sindbad dann die triumphale Heimreise nach Marabia an.

## Produktion
- Charles H. Schneer und Ray Harryhausen arbeiteten nach 1964 wieder mit der Columbia zusammen. Es war die zweite Sindbad-Verfilmung der Columbia nach Sindbads 7. Reise. Die Kosten betrugen etwas weniger als 1 Million US-Dollar.
- Die Stop-Motion-Tricks stammten von Ray Harryhausen und wurden nach Fertigstellung der Dreharbeiten in mehrmonatiger Arbeit angefertigt. Die Spezialeffekte wurden erstmals mit dem Namen Dynarama (statt wie zuvor mit Dynamation) beworben.
- Für die Rolle des Koura war ursprünglich Christopher Lee vorgesehen. Koura-Darsteller Tom Baker wurde anschließend für die Fernsehserie Dr. Who verpflichtet. Kouras Zauberschwüre bestanden im englischen Original aus rückwärts gelesenen Werbeslogans.
- Achmed-Darsteller Takis Emmanuel wurde im englischen Original durch Robert Rietti synchronisiert.
- Robert Shaw war ein Freund des Produzenten Charles H. Schneer, der ihn überredete, in dem Film das Orakel des Wissens zu spielen. Shaw willigte ein, verlangte aber, dass ihm die Rolle nicht angerechnet würde. Shaw war zu dieser Zeit äußerst populär und fand, dass das Genre unter seiner Würde war. Sein Gesicht war stark geschminkt, und seine Stimme wurde von einem Tontechniker elektronisch verfremdet. Shaw erhielt 5.000 Pfund für nur 20 Minuten Arbeit.
- Der Film startete am 12. April 1974 in den deutschen Kinos.

## Kritiken
„Ins Monumentale gesteigerte Verfilmung des bekannten Sindbad-Stoffes, der jeder Märchencharakter fehlt. In den Trickszenen technisch perfekt, in Kulissen und Farbgebung miserabel. Die Sorgfalt der Inszenierung läßt zu wünschen übrig.“

## Auszeichnungen
- 1975: Saturn Award für den besten Fantasyfilm
- 1975: Saturn Award für die beste Stopp-Motion-Animation: Ray Harryhausen